# Behaarde bijenwolf
De behaarde bijenwolf (Trichodes alvearius) is een keversoort uit de familie van de mierkevers (Cleridae). De wetenschappelijke naam werd gepubliceerd in 1792 door Fabricius. In Nederland komt hij zeldzaam voor bezuiden de grote rivieren; er lijkt sinds 2018 wel sprake van een toename. In België is de soort volgens Waarnemingen.be vrij algemeen.
De volwassen kever is zo'n 1,5cm groot en heeft opvallend rode behaarde schilden die voorzien zijn van brede glanzend zwarte strepen. Hij is overdag actief en eet vaak nectar van witte schermbloemigen zoals fluitenkruid en duizendblad. Ook braam, wilde kamperfoelie, boterbloem en margriet worden bezocht.
De larven van de behaarde bijenwolf parasiteren op larven van solitaire graafwespen. De vrouwtjes leggen wel 260 eieren. In bloemrijke bosranden en bermen zijn ook niet begroeide zandige plekken en steile wandjes voor de soort belangrijk; de graafwespen waarop geparasiteerd wordt nestelen daar.
Volwassen kevers zijn van april tot augustus actief, er is een piek in mei en juni. 